# باولينو مارتينيز سوريا
باولينو مارتينيز سوريا (بالإسبانية: Paulino Martínez Soria)‏ هو لاعب كرة قدم إسباني في مركز الهجوم، ولد في 14 أغسطس 1973 في البسيط في إسبانيا. لعب مع أتلتيكو مدريد ب وأتلتيكو مدريد وراسينغ كلوب بورتوينسي وكولتورال ليونيسا ولوغرونيس ونادي ألباسيتي ب ونادي أورينسي ونادي سبتة ونادي فييانوفينسي ونادي مليلية.

## وصلات خارجية
- باولينو مارتينيز سوريا على موقع قاعدة بيانات كرة القدم.إي يو (الإنجليزية)
- باولينو مارتينيز سوريا على موقع Soccerway.com (الإنجليزية)
- باولينو مارتينيز سوريا على موقع AS.com (الإسبانية)